# Nantesbuch (Penzberg)
Nantesbuch ist ein Stadtteil der oberbayerischen Kleinstadt Penzberg im Landkreis Weilheim-Schongau. Der Weiler liegt auf einer Anhöhe circa 3,5 Kilometer nordnordöstlich vom Penzberger Stadtkern.

## Geschichte
Über Nantesbuch wird erstmals 1279 als Nandoltspuoch in einem Abgabenbuch des Klosters Benediktbeuern berichtet. Der Ortsname geht auf den Personennamen Nandolt und -buchen zurück.
1805 eröffnete in Nantesbuch die erste Schule auf dem Gebiet des heutigen Penzberg (damals Sankt Johannisrain), die 1968 – nach dem Bau der Zentralschule in Penzberg (heute: Bürgermeister-Prandl-Grund- und Mittelschule) – jedoch wieder geschlossen wurde.
Unterhalb des Weilers etwa 200 Meter südöstlich befindet sich die ehemalige Nantesbucher Glashütte, die wohl 1843/44 unter Simon von Eichthal zur Verwertung der Kohle aus dem Bergwerk Penzberg erbaut wurde. Sie war bis 1854 in Betrieb. Später wurde in dem Gebäude zeitweise eine Gastwirtschaft betrieben.
1864 als Dorf eingeordnet, galt Nantesbuch 1871 und 1885 als Kirchdorf. Seit 1900 ist der Ort ein Weiler.

### Einwohnerentwicklung
| Jahr | Einwohner | Gebäude (ab 1885 nur Wohngebäude) |
| ---- | --------- | --------------------------------- |
| 1818 | 36        | 6                                 |
| 1825 | 36        | 7                                 |
| 1861 | 47        | 13                                |
| 1871 | 159       | 11                                |
| 1885 | 43        | 6                                 |
| 1900 | 32        | 5                                 |
| 1925 | 32        | 5                                 |
| 1950 | 69        | 7                                 |
| 1961 | 50        | 8                                 |
| 1966 | 37        |                                   |
| 1970 | 36        |                                   |
| 1987 | 30        | 9                                 |

## Sehenswürdigkeiten

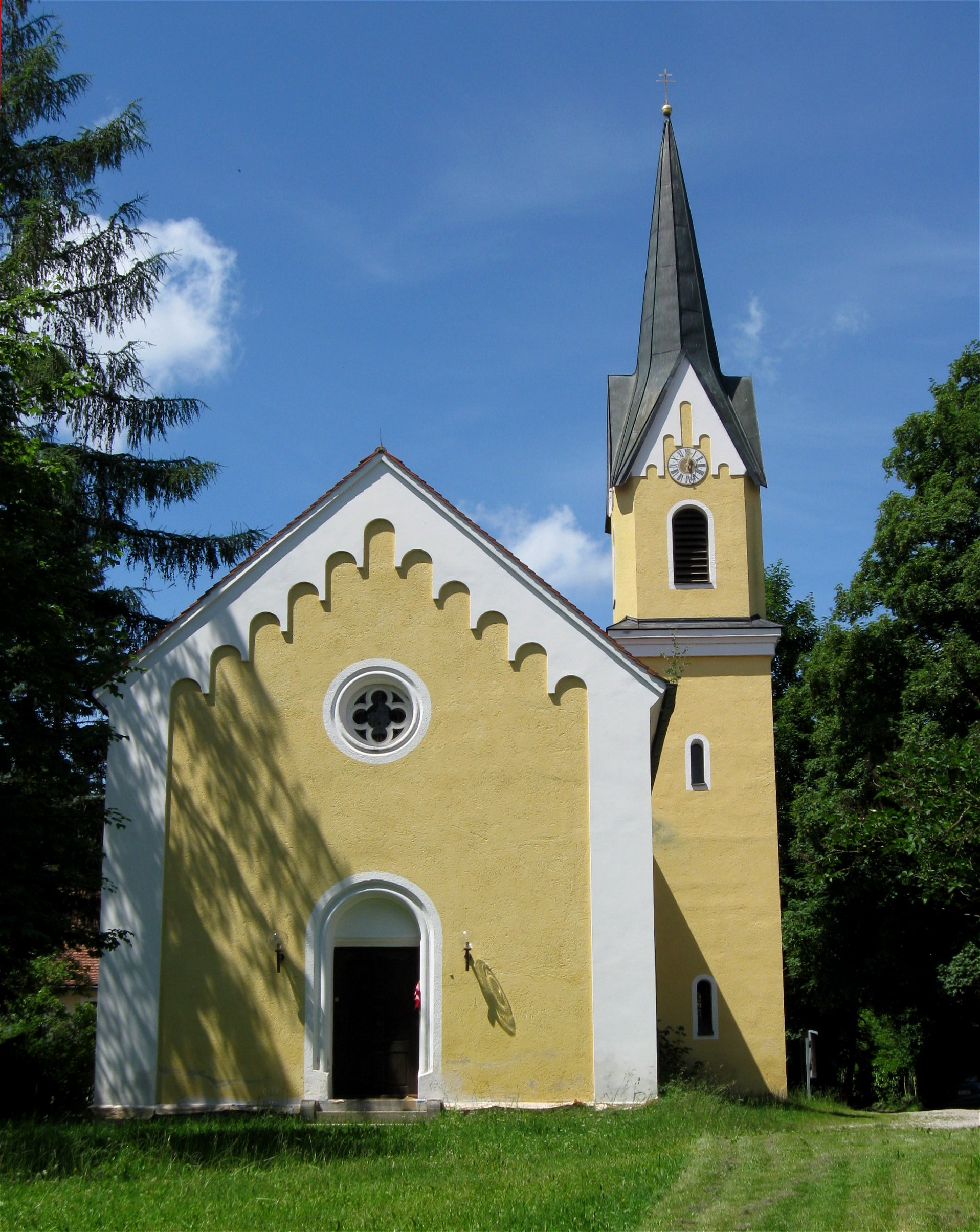
Kirche Mariä Himmelfahrt

- Filialkirche Mariä Himmelfahrt